# Thomas Egger (Politiker, 1959)
Thomas Egger (* 20. Dezember 1959 in Sterzing) ist ein Südtiroler Politiker.
Egger absolvierte ein von den Universitäten Innsbruck und Padua gemeinsam angebotenes Diplomstudium der Rechtswissenschaften, das er 1985 mit einer in italienischer Sprache verfassten Diplomarbeit zum Unternehmensrecht abschloss. Anschließend arbeitete er kurzzeitig als Mittelschullehrer in Sterzing, später in den Grundbuchämtern von Bozen, Brixen und Sterzing. Seit 1998 ist er als selbständiger Unternehmer tätig.
Von 1990 bis 2000 war Egger Vizebürgermeister und Assessor in Sterzing, von 2000 bis 2005 Bürgermeister der Stadt. Im Jahr 2005 entschloss sich Egger zum Rückzug aus der Gemeindepolitik und zum Austritt aus der Südtiroler Volkspartei. 
Im Jahr 2008 wurde er für die Freiheitlichen in den Südtiroler Landtag und damit gleichzeitig den Regionalrat Trentino-Südtirol gewählt. Am 4. Juni 2013 gründete Egger, nachdem er sich mit der Parteiführung der Freiheitlichen überworfen hatte, eine eigene Partei und Fraktion mit dem Namen Wir Südtiroler. Bei den Landtagswahlen 2013 trat er auf einer gemeinsamen Liste von Wir Südtiroler, der BürgerUnion und den Ladins an, verpasste jedoch mit den zweitmeisten Vorzugsstimmen hinter Andreas Pöder die Wiederwahl.